# 雷吉·坎農
雷金納德·雅各布·坎農（英語：Reginald Jacob Cannon；1998年6月11日—），美國職業足球員，司職右後衛，現效力於英冠球會昆士柏流浪。

## 國家隊生涯
2018年10月，坎農第一次被徵召入美國國家足球隊，參加與哥倫比亞和秘魯的比賽。他在10月16日對陣秘魯的比賽中首次亮相，在84分鐘的比賽中以1:1戰平。

## 外部連結
- UCLA bio （页面存档备份，存于）
- 足球数据库：雷吉·坎農的球员统计数据